# André Fernandes (político)
André Fernandes de Moura (Iguatu, 10 de dezembro de 1997) é um youtuber e político brasileiro, filiado ao Partido Liberal (PL). É deputado federal pelo Ceará.  Foi deputado estadual pelo mesmo estado.

## Biografia
André Fernandes de Moura, nasceu no dia 10 de dezembro de 1997, na cidade de Iguatu, na região Centro-Sul do Ceará. Filho de Alcides Fernandes e Marilene de Moura Fernandes. Nascido num lar evangélico, seu pai é pastor da Assembleia de Deus e sua mãe é vendedora. Ele se formou em Marketing e atualmente cursa MBA em Marketing Digital (UNIFOR), graduação em Bacharelado em Ciência Política (UNINTER) e começou recentemente seu terceiro curso: Gestão Pública (UNINTER).
Ficou conhecido pela publicação de vídeos humorísticos no YouTube e Facebook, e mais tarde, de vídeos com temática política onde, entre outros temas, militava a favor do impeachment da ex-presidente Dilma Rousseff e a favor da candidatura do presidente Jair Bolsonaro. Nas eleições de 2018, André foi eleito para o cargo de deputado estadual do Ceará pelo PSL, angariando 109.142 votos, tornando-se, assim, o mais votado do estado e, aos 20 anos, o mais jovem deputado estadual eleito do país naquele pleito.
Apesar de ser filiado ao PSL, o deputado divulgou em suas redes sociais que deixará o partido para acompanhar o presidente Jair Bolsonaro em seu novo partido, Aliança Pelo Brasil, que ainda está em processo de criação e teve a sua primeira convenção nacional em 21 de novembro de 2019. Nas eleições de 2022 se elegeu pelo Partido Liberal como deputado federal pelo Ceará, com 229.509 votos, a maior votação no estado.
Em 2024, concorreu para a prefeitura de Fortaleza, sendo derrotado no segundo turno por Evandro Leitão. Durante a campanha eleitoral, após diversos ataques ao concorrente em sua campanha, a justiça eleitoral determinou um total de 25 direitos de resposta que deveriam ser inseridos em sua campanha. Como Fernandes descumpriu a determinação liminar, em 8 de novembro a justiça eleitoral determinou uma multa no montante R$ 1.250.000,00, equivalente a R$ 50 mil por inserção. O valor deve ser pago à União. Ainda cabe recurso.
O deputado se licenciou para campanha, não voltando ao trabalho por meses. Ele justificou que a licença era obrigatoriamente de 120 dias, apesar de outros deputados terem retornado antes do fim do período. No total, em 2024, o deputado teria trabalhado apenas 53 dias.

## Críticas

### Processo por abuso de poder religioso
Em 2018, O Ministério Público Eleitoral pediu a inelegibilidade de André Fernandes por abuso de poder religioso. O então candidato foi acusado de ter condutas de abuso de poder econômico, na modalidade abuso de poder religioso, por eventos religiosos realizados em Iguatu, Maracanaú e Solonópole, em que teria se beneficiado de publicidade extraoficial ao ser exaltado no contexto de diversos cultos religiosos, perante milhares de fiéis presentes no local, proporcionando invejável e ilegítimo favorecimento. André Fernandes negou abuso de poder religioso, classificando o processo como achismo e afirmando que tudo o que fez é permitido pela lei.
Em 2019, por unanimidade, os desembargadores do Tribunal Regional Eleitoral do Ceará julgaram como improcedente a ação que pedia a cassação do mandado parlamentar de André Fernandes. A Corte afirmou que os vídeos que demonstrariam abuso do poder religioso não continham gravidade necessária para configurar ilícito eleitoral.

### Camilo Santana
Em 25 de novembro de 2019, o então governador do Ceará, Camilo Santana, do PT, entrou com representação criminal contra André Fernandes por calúnia, difamação e injúria. Segundo o documento, o deputado, para além da crítica política, tem usado as redes sociais para divulgar mentiras e ofender a imagem do governador.

### Nezinho Farias
André Fernandes acusou, sem provas, o deputado estadual Nezinho Farias, do PDT, de ter envolvimento com o crime organizado. Por isso, Fernandes acabou sendo condenado pela Comissão de Constituição, Justiça e Redação (CCJR) da Assembleia Legislativa do Ceará a cumprir uma pena de 30 dias de afastamento das atividades parlamentares. A punição, no entanto, ainda precisa ser aprovada em plenário. O deputado estadual Nezinho Farias também moveu uma ação cível de reparação de danos, sendo considerada procedente na justiça em primeira instância, condenando Fernandes a pagar R$ 8 mil ao deputado estadual por danos morais.

### Coronavírus
André Fernandes divulgou dados falsificados sobre o número de doenças respiratórias no Ceará em suas redes sociais em uma tentativa de relativizar e minimizar as mortes causadas pela pandemia da COVID-19 no estado. A mensagem, compartilhada pelo então Presidente da República Jair Bolsonaro, afirmava que, entre 16 de março e 10 de maio de 2020, houve menos mortes por doenças respiratórias no Ceará do que no mesmo período em 2019, sugerindo que o número de mortes por doenças respiratórias é menor com a pandemia. A publicação foi ocultada pelo Instagram e classificada como informação falsa. Segundo a Agência Lupa, de checagem de informações, além de desatualizados, os números citados pelo deputado e compartilhados pelo presidente incluem mortes por outras causas, ou seja, sem relação com problemas respiratórios.
André Fernandes admitiu em sua conta no twitter que cometeu um "erro não intencional". O governador do Ceará, Camilo Santana, criticou o compartilhamento da fake news, classificando a ação como "inaceitável, principalmente em meio a gravíssima crise".  A Secretaria de Saúde do Ceará classificou as atitudes do deputado e de Bolsonaro como levianas. Por esse fato, o PSOL pediu a instauração de um processo disciplinar contra o deputado, além disso médicos pediram, em um abaixo-assinado enviado à Assembleia Legislativa, a sua cassação.

### Osmar Baquit
Em 2017, o deputado estadual Osmar Baquit, do PDT, foi acusado por Capitão Wagner na Assembleia Legislativa de ser membro de uma quadrilha especializada em assaltos a instituições financeiras com atuação em Quixadá, município que é uma das bases eleitorais de Baquit, e de ter queimado uma emissora de rádio no local. André Fernandes replicou o que foi noticiado e Osmar prometeu processá-lo e seu partido está preparando nova representação por quebra de decoro parlamentar contra André Fernandes na Assembleia Legislativa do Ceará.

### Polêmicas

#### Suspensão
Em 20 de agosto de 2020, o deputado estadual André Fernandes foi suspenso de suas atividades parlamentares por 30 dias por quebra de decoro parlamentar. Fernandes foi acusado de denunciar, sem provas, o também deputado Nezinho Farias (PDT) de integrar uma facção criminosa. O Conselho de Ética da Assembleia Legislativa iniciou o processo em julho de 2019, e a votação foi marcada, inicialmente, para março de 2020, sendo adiada devido às restrições impostas pela COVID-19. O placar final, em votação aberta, foram de 29 deputados à favor da suspensão, e 11 contrários, com 4 abstenções.
Em maio daquele ano, Fernandes já havia sido acusado por outra denunciação sem provas. Um grupo de 100 médicos havia protocolado um pedido de cassação do deputado após este afirmar que o então Secretário de Saúde do Ceará Dr. Cabeto alterava atestados de óbito durante a pandemia para aumentar o número de casos de COVID-19. O abaixo-assinado considerava que, ao acusar o secretário, Fernandes colocava em suspeição todos os médicos que assinavam atestados de óbito tendo como causa a COVID. Pelo mesmo motivo, o PSol ingressou com uma denúncia contra o parlamentar por quebra de decoro.

#### Nepotismo
Em abril de 2021, o Ministério Público do Estado do Ceará entrou com uma ação contra André Fernandes por improbidade administrativa pela suposta prática de nepotismo. De acordo com a acusação, o deputado empregava dois parentes em seu gabinete. Um seria seu cunhado, e o outro o marido de uma tia. Ambos teriam sido contratados em 2019, sendo exonerados quando as investigações do MP-CE foram abertas, no início de 2021.

#### Machismo
Em julho de 2021, André Fernandes foi condenado, em primeira instância, por ataques de cunho machista contra a jornalista Patrícia Campos Mello, da Folha de S.Paulo, efetuados no ano anterior. Na ocasião, Fernandes publicou em suas redes sociais: ""Se você acha que está na pior, lembre-se da jornalista da Folha de SP que oferece SEXO em troca de alguma matéria para prejudicar o Presidente Jair Bolsonaro. Depois de hoje, vai chover falsos informantes pra cima desta senhora. Força, coragem e dedicação, Patrícia, você vai precisar!". A 27ª Vara do Foro Cível do Tribunal de Justiça do Estado de São Paulo (TJSP) determinou que o parlamentar indenizasse a jornalista em R$50 mil por danos morais.

#### Infidelidade partidária
Em 2020, o Diretório Nacional do PSL ingressou com uma ação contra André Fernandes pedindo a perda do mandato parlamentar por infidelidade partidária, uma vez que o deputado havia deixado a legenda em 2020, após um longo desentendimento com o então presidente estadual do partido, Heitor Freire, que levou a uma série de ações judiciais de um político contra o outro. O caso só foi julgado em 2022, e o relator, juiz Roberto Soares Bulcão Coutinho, apresentou voto considerando o pedido do PSL improcedente, considerando que havia uma "carta de anuência do partido, assinado pelo presidente do diretório" para a desfiliação do deputado, ou seja, havia ciência e concordância do PSL para a saída do parlamentar de seus quadros.
"Tendo apresentado carta de anuência do partido, assinado pelo presidente do diretório, como justa causa para desfiliação, ... não cabe a essa justiça especializada fazer juízo a respeito da validade dos atos que precederam assinatura do documento ou mesmo a conformidade deste com as regras estatutárias (do partido)", considerou o magistrado. O primeiro suplente Julio Aquino também havia ingressado com um pedido de cassação de Fernandes com as mesmas alegações do partido, mas seu pedido foi também considerado improcedente no mesmo julgamento.

### Filme
Em 15 de março de 2022, o deputado estadual André Fernandes alegou que o filme Como se Tornar o Pior Aluno da Escola (2017) incentivava a pedofilia, o que gerou diversas criticas de internautas e a desvinculação do filme da plataforma Netflix por ordem do Ministério da Justiça. 

### Suposto financiamento dos atos golpistas de 8 de janeiro de 2023
A Polícia Federal concluiu que o deputado André Fernandes foi um dos financiadores da invasão e da depredação da Praça dos Três Poderes em 8 de janeiro de 2023. Fernandes foi o criador da CPMI do Golpe, autorizada em 26 de abril de 2023 e instalada em 25 de maio do mesmo ano. Segundo a Polícia, uma das mensagens que ele divulgou estava escrita: "Ato contra o governo Lula" em Brasília no dia 6 de janeiro. Outra postagem se refere a uma porta de um armário da sala do ministro do Supremo Tribunal Federal Alexandre de Moraes arrancada por vândalos com a inscrição na sua publicação: "Quem rir, vai preso". Em depoimento a Polícia, Fernandes negou financiar os atos e afirmou que não compactuava com depredação de patrimônio público.

## Eleições municipais de 2020
André Fernandes apoiou o candidato do presidente da época, Presidente Jair Bolsonaro, o Deputado Federal Capitão Wagner para Prefeitura de Fortaleza, e o atual vereador Inspetor Alberto para Câmara Municipal de Fortaleza. Já para Prefeitura de Caucaia apoiou o atual Prefeito, Vitor Valim.

## Histórico Eleitoral
| Ano  | Eleição                | Partido | Cargo             | Votos   | %                 | Resultado  | Ref    |
| ---- | ---------------------- | ------- | ----------------- | ------- | ----------------- | ---------- | ------ |
| 2018 | Estaduais no Ceará     | PSL     | Deputado Estadual | 109.742 | 2,40%             | Eleito     | [ 41 ] |
| 2022 | Estaduais no Ceará     | PL      | Deputado Federal  | 229.509 | 4,48%             | Eleito     | [ 41 ] |
| 2024 | Municipal de Fortaleza | PL      | Prefeito          | 562.305 | 40,20% (1º Turno) | Não eleito | [ 42 ] |
| 2024 | Municipal de Fortaleza | PL      | Prefeito          | 705.295 | 49,62% (2º Tunro) |            | [ 42 ] |